# Familie Før Para
Familie Før Para er et debutalbum af den danske musiker Sivas efter EP-udgivelserne d.a.u.d.a (2013) og d.a.u.d.a II (2014). Albummet udkom den 15. februar 2016 og udkom via Sony Music.
På albummet er kunstnerne Højer Øye, MellemFingaMuzik, Ukendt Kunstner og Gilli med som gæsteartister.

## Spor
| 1.    | "Nu Vi Her"                                | 2:56 |
| 2.    | "Stilen"                                   | 4:03 |
| 3.    | "Teknik"                                   | 3:36 |
| 4.    | "Hva Ska Der Ske" (featuring Højer Øye)    | 4:31 |
| 5.    | "Problema"                                 | 4:09 |
| 6.    | "Lev Hurtigt"                              | 3:28 |
| 7.    | "Godfather" (featuring MellemFingaMuzik)   | 4:16 |
| 8.    | "Ung Igen"                                 | 4:11 |
| 9.    | "Jaja"                                     | 3:32 |
| 10.   | "Ned" (featuring Ukendt Kunstner)          | 3:24 |
| 11.   | "Para Noia" (featuring Caroline Henderson) | 4:12 |
| 12.   | "Kun Hinanden" (featuring Gilli)           | 4:06 |
| 13.   | "Shu Bekymringer"                          | 4:15 |
| 50:39 |                                            |      |

## Hitlister og certificeringer
| Hitliste (2016) | Højeste placering |
| --------------- | ----------------- |
| Danmark         | 5                 |

| Hitliste (2016) | Placering |
| --------------- | --------- |
| Danmark         | 39        |

| 2015                                                             | "Jaja"         | 15 |
| 2016                                                             | "Kun Hinanden" | 21 |
| "—" markerer en udgivelse der ikke opnåede en hitlisteplacering. |                |    |